# 上勾拳
上勾拳是拳击中使用的一种拳法，具體的攻擊步驟是攻擊方利用自己的身体重心向上提升，自下而上击打对手下颌、心窝、腹部。 

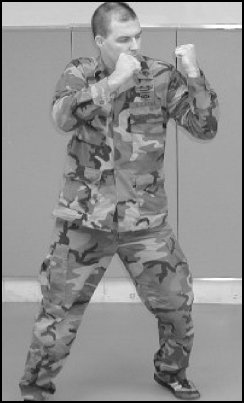
上勾拳
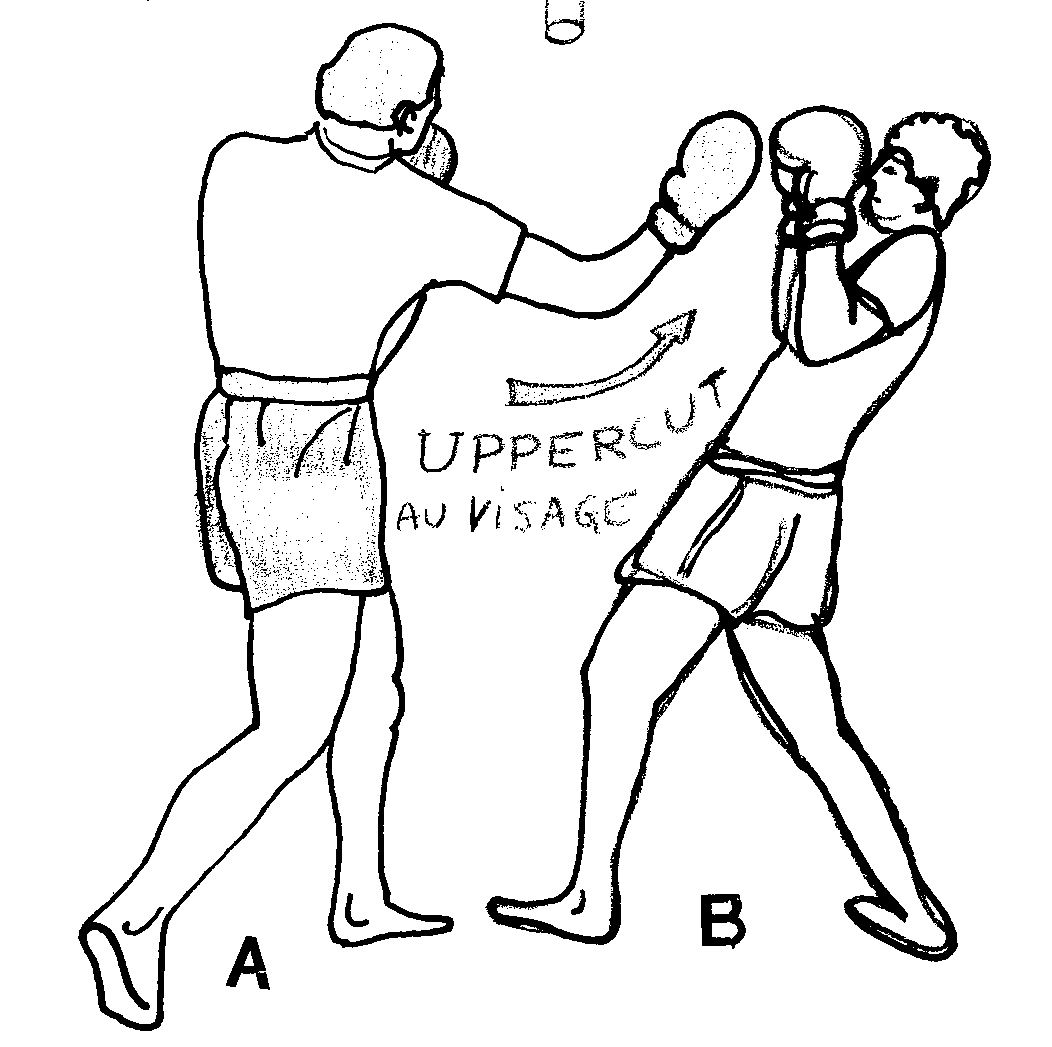
远距离右勾拳
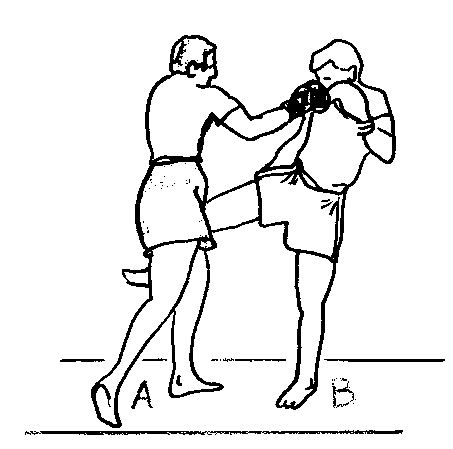
反击中的右上勾拳
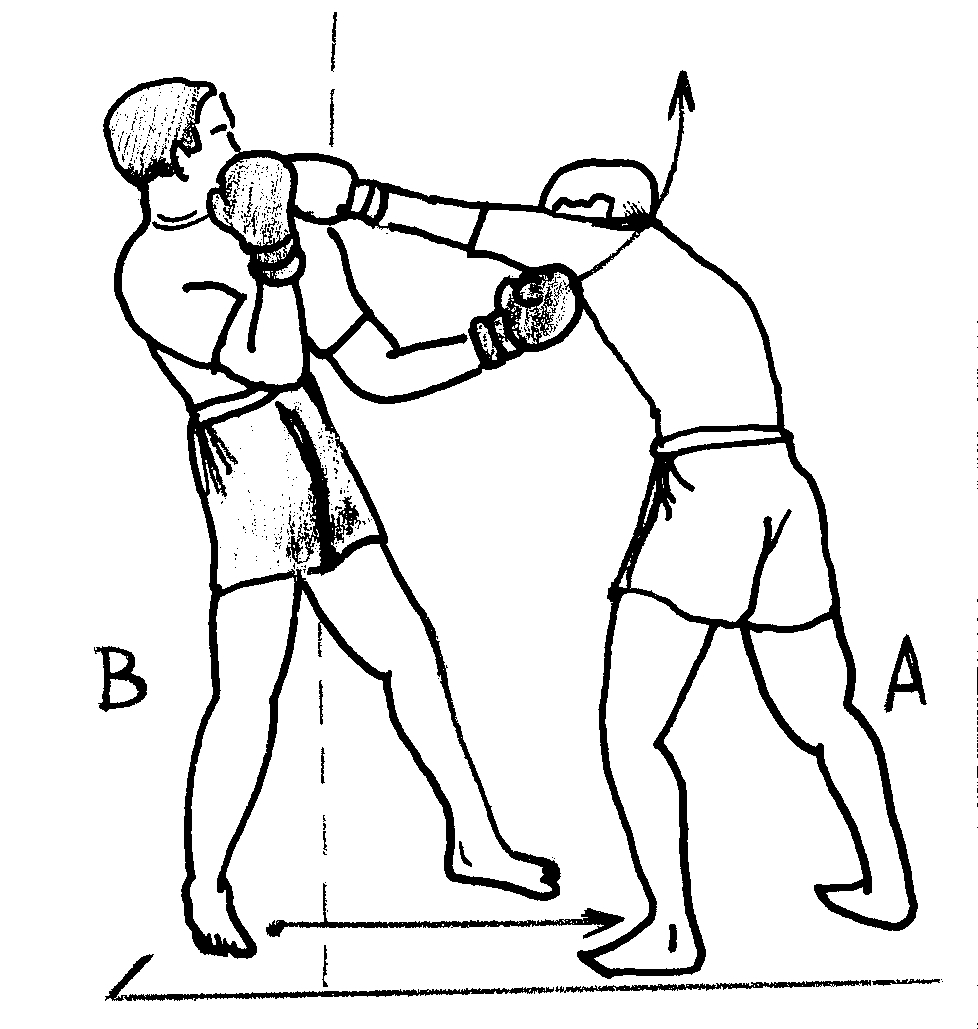
左上勾拳
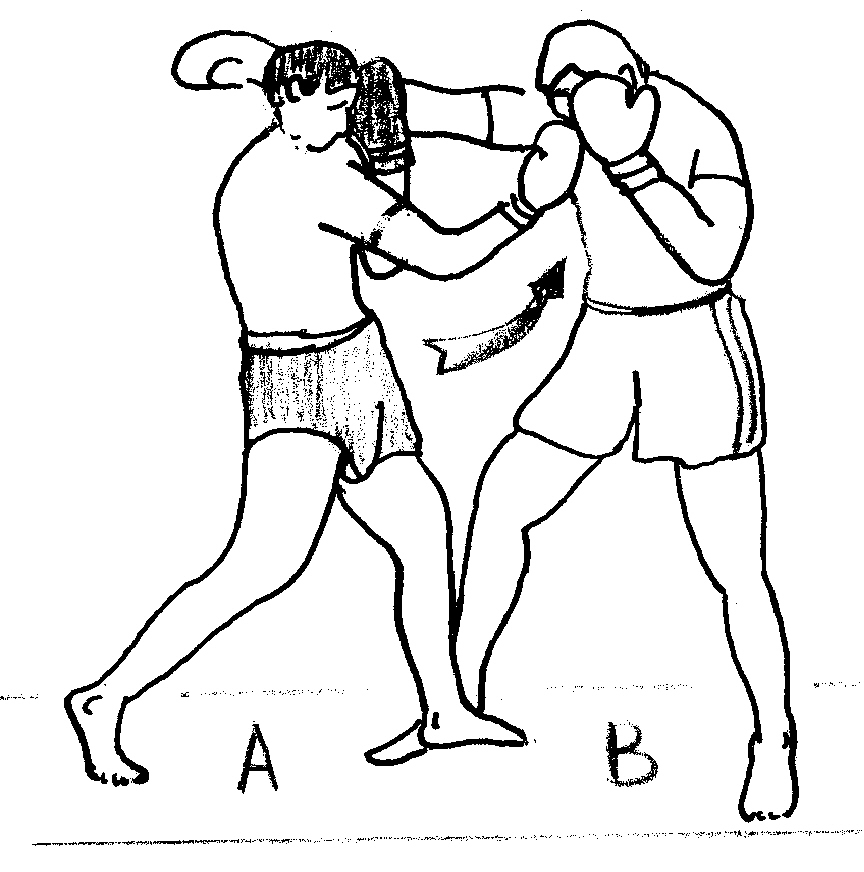
反击中的上勾拳
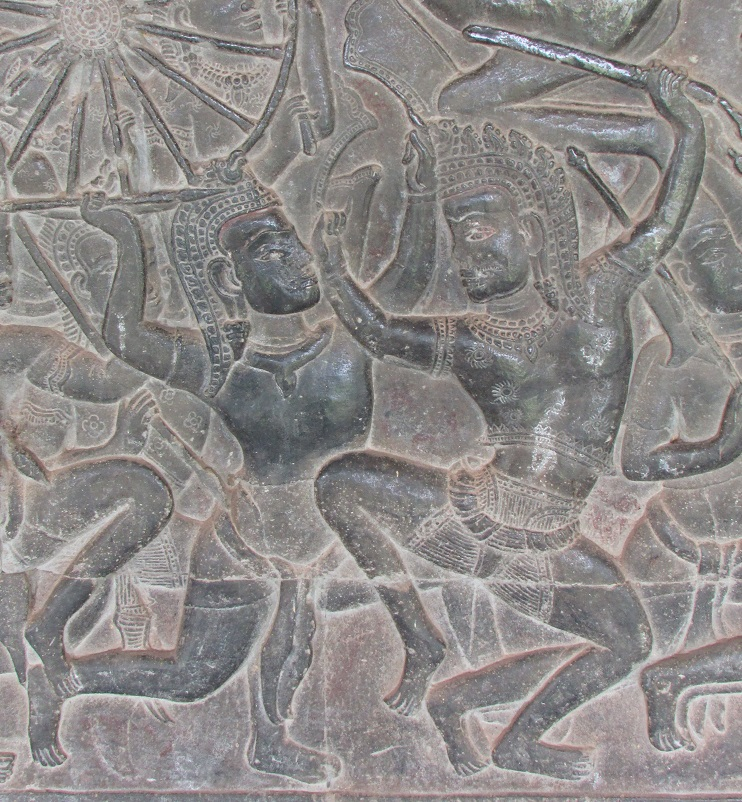
上勾拳与膝击。攝於于柬埔寨王国的吴哥窟（1100年左右）